# 結城亮二
結城 亮二（ゆうき りょうじ、1982年1月3日 - ）は、TVQ九州放送の社員。元アナウンサー。大阪府箕面市出身。

## 来歴
大阪府立北野高等学校、千葉大学教育学部卒業。「スポーツで街を元気にする仕事」に就きたいと思い、就職活動時にはプロ野球球団本拠地のある地方のテレビ局を中心に採用試験を受けた。
大学を卒業後、2005年にTVQに入社（同期に義山望）。ただし入社1年目からアナウンサーを務めていたわけではなく、当初は報道部に配属されていた。報道記者を2年、スポーツ記者を1年半務めた後、スポーツ部とアナウンス部との兼務という形でアナウンサーになる。

## 関連人物
毎日放送やGAORAのスポーツアナウンサーを務めていた結城哲郎は実父。息子の結城が実況を担当した2017年10月22日のパ・リーグクライマックスシリーズファイナルステージ第5戦・ソフトバンク対楽天（福岡ヤフオク!ドーム）中継では、父の哲郎がソフトバンク側のベンチリポーターで出演し、テレビの野球中継で初の親子共演が実現した。
自転車競技選手の宇田由香（旧姓：山島、あさひレーシング所属）は、結城が中学時代に所属していた陸上部のチームメイトである。2010年7月に宇田が死去した際、結城は自身のブログで彼女との思い出を語り追悼した。

## 担当番組
- VIVA!!SPORTAS - 出演者兼制作担当[6]
- テレQ Super! Stadium[9]
- ふくおかサテライト[9]
- TXNニュース[9]
- cafe7[9]
- 週刊よかタイムス - ナレーター[9]
- ホークス＋[10]
- Fan!Fun!スポーツ